# Hippolyte Cazaux
Pour les articles homonymes, voir Cazaux.
 Hippolyte Cazaux  ou Cazeau, né le 30 janvier 1770 à Ustou (Ariège), mort le 20 février 1846 à Paris, est un colonel français de la Révolution et de l’Empire.

## États de service
Il entre en service le 22 mai 1788, comme volontaire dans le régiment d’Armagnac-Infanterie, puis il devient caporal le 25 mars 1792, et fourrier le 1er avril suivant. Il fait la première campagne d’Italie, et il reçoit son brevet de capitaine le 14 septembre 1793, dans le bataillon des éclaireurs de la Meuse.
De l’an II à l’an IX, il participe à toutes les campagnes de la République et du Directoire, avec la plus grande distinction. Il se signale le 18 septembre 1795 au fort d'Ehrenbreitstein, où il est blessé d’un coup de feu à la cuisse gauche, ainsi que le 8 décembre 1795 à Meisenheim, où il combat avec bravoure avant d’être blessé d’un coup de sabre à la tête et d’être fait prisonnier. 
Rentré en France le 21 décembre 1797, il rejoint la 9e demi-brigade de ligne en Italie, et il se fait remarquer le 6 juin 1800, à la prise du pont de Plaisance, où il contribue à faire mettre bas les armes à l’arrière garde ennemie, composée de 80 hommes. Le premier consul voulant le récompenser de ses bons et loyaux services, lui accorde un sabre d’honneur le 23 juillet 1801.
Il est nommé chef de bataillon le 23 mars 1803, et le 21 novembre 1803, il devient major au 2e régiment d’infanterie légère. Il est fait chevalier de la Légion d’honneur le 11 décembre 1803, et officier de l’ordre le 14 juin 1804.
Le 16 mai 1806, il est nommé colonel du 18e régiment d’infanterie légère, et il fait la campagne de Prusse. En 1807, il sert en Dalmatie, et il participe à la campagne de 1809, en Italie, en Allemagne et en Croatie. Ayant eu la cuisse gauche amputée par suite des blessures reçues le 21 mai 1809, à Obrowatzo, il est nommé commandant d’armes de 3e classe le 5 juin 1809.
Le 24 janvier 1811, il commande la place de Douai, et le 25 juin suivant, il est nommé colonel major de l’hôtel des Invalides, poste qu’il occupera jusqu’au 5 mars 1837. Il est créé baron de l’Empire le 12 avril 1813.
Lors de la première restauration, il est fait chevalier de Saint-Louis, par le roi Louis XVIII, et le 1er mai 1831, le roi Louis-Philippe l’élève au grade de commandeur de la Légion d’honneur. Il est admis à la retraite le 5 mars 1837, après 49 ans de service.
Il meurt le 20 février 1846, à Paris, et il est enterré au cimetière de Montmartre 31e division.

## Dotation
- Le 3 décembre 1809, donataire d’une rente de 4 000 francs sur Rome.

## Armoiries
| Figure | Nom du baron et blasonnement |
| ------ | --- |
|        | Armes du baron Hippolyte Cazaux et de l'Empire, décret du 12 mars 1813, lettres patentes du 12 avril 1813, confirmé par ordonnance royale du 18 janvier 1817 commandeur de la Légion d'honneur Écartelé, au premier d'azur au pont de cinq arches, brisé au milieu, d'or, soutenu d'une rivière d'argent et sommé à dextre d'une ville du même, mouvant du flanc, accompagné d'une étoile d'argent, posée au deuxième point en chef ; au deuxième des barons tirés de l'armée ; au troisième de gueules au sabre en pal d'or, soutenu d'un foudre d'argent ; au quatrième d'azur, à trois chevrons, l'un sur l'autre, d'or - Livrées les couleurs de l'écu. |

## Sources
- A. Lievyns, Jean Maurice Verdot, Pierre Bégat, Fastes de la Légion-d'honneur, biographie de tous les décorés accompagnée de l'histoire législative et réglementaire de l'ordre, Tome 1, Bureau de l’administration, 1842, 654 p. (lire en ligne), p. 582.
- « Cote LH/457/70 », base Léonore, ministère français de la Culture
- Vicomte Révérend, Armorial du premier empire, tome 1, Honoré Champion, libraire, Paris, 1897, p. 193.
- « La noblesse d’Empire » (consulté le 26 octobre 2015)
- Germain Sarrut, Le Plutarque de 1847: Biographie Des Hommes Du Jour..., imprimerie Pierre Baudoin, Paris, 2012, p. 308.